# Lucillella splendida
Lucillella splendida is een vlindersoort uit de familie van de prachtvlinders (Riodinidae), onderfamilie Riodininae.
Lucillella splendida werd in 2007 beschreven door Hall, J & Harvey.